# Saroukh el-Jamahiriya
Der Saroukh el-Jamahiriya (arabisch صاروخ الجماهيرية, DMG Ṣārūḫ al-Ǧamāhīrīya ‚Rakete der Volksmassenrepublik‘) war ein Pkw-Prototyp aus Libyen.

## Prototypen
Ein Prototyp der „Libyschen Rakete“, einer grünen Fünf-Personen-Limousine, wurde auf der Jahrestagung der Organisation für Afrikanische Einheit im September 1999 vorgestellt.
Die italienische TESCO TS (seit 2009: Tesco Go S.p.A.) entwickelte 2009 das Fahrzeug nach Vorgabe von Muammar al-Gaddafi: Ausschließlich Materialien aus libyscher Herkunft sollten zu verwenden sein. Wie das Vorgängermodell war der Prototyp eine Oberklassenlimousine, mit Airbags, stoßabsorbierenden Fahrzeugteilen und Stoßfängern sowie einem Sensorsystem ausgestattet.
Als Motorisierung soll das Fahrzeug einen 230 PS starken V6-Ottomotor mit drei Liter Hubraum erhalten haben; diese Motorisierung soll dem Fahrzeug eine Beschleunigung von 0 auf 100 km/h in sieben Sekunden vermittelt haben. Vorgesehen war für die Serienfertigung ein Preis von ungefähr 50.000 Euro, der Prototyp kostete 2 Millionen Euro.
Der Verbleib des Prototyps nach dem Bürgerkrieg in Libyen 2011 ist ungeklärt.